# 미국 의회 청문회
미국의회청문회(United States congressional hearing)는 미국 상원과 미국 하원의 상임위원회가 수시로 여는 청문회를 말한다.
미국 의회 청문회는 미국 의회 위원회가 입법 정책 결정의 초기 단계에서 정보를 수집하고 분석하는 주요 공식 방법이다. 확인 청문회(미국 상원 고유의 절차), 입법, 감독, 조사 또는 이들의 조합 여부에 관계없이 모든 청문회는 준비 및 수행의 공통 요소를 공유한다. 청문회에는 일반적으로 증인의 구두 증언과 의회 의원의 증인 질문이 포함된다. 조지 B. 갤로웨이(George B. Galloway)는 의회 청문회를 미국의 모든 공공 문제에 대한 정보의 금광이라고 불렀다. 미국 정부 간행물의 주요 권위자는 공개된 청문회를 "의회 내에서 생성된 가장 중요한 간행물"이라고 언급했다. 유사한 맥락에서 상원 도서관은 "청문회는 의회에서 시작된 가장 중요한 간행물 중 하나"라고 언급했다.
구글과의 공동 파일럿 프로젝트에서 의회 법률 도서관은 도서관의 전체 청문회 인쇄물 컬렉션(약 75,000권 구성)을 디지털화하는 작업을 수행하고 있다. 2010년 기준으로 10년 단위 인구 조사, FOIA 및 이민에 대한 세 가지 컬렉션이 테스트로 선택적으로 수집되었다. 이 프로젝트를 통해 궁극적으로 구글과 도서관이 온라인에 게시할 전체 컬렉션에 대한 전체 텍스트 액세스를 제공할 수 있기를 희망했다. 프로퀘스트(ProQuest)는 1824년부터 현재까지를 다루는 디지털 청문회 데이터베이스에 대한 구독을 제공한다.